# Municipio de Brimer
El municipio de Brimer (en inglés: Brimer Township) es un municipio ubicado en el condado de Barnes en el estado estadounidense de Dakota del Norte. En el año 2010 tenía una población de 59 habitantes y una densidad poblacional de 0,63 personas por km².

## Geografía
El municipio de Brimer se encuentra ubicado en las coordenadas 47°0′57″N 98°23′37″O / 47.01583, -98.39361. Según la Oficina del Censo de los Estados Unidos, el municipio tiene una superficie total de 93.18 km², de la cual 92,01 km² corresponden a tierra firme y (1,26 %) 1,17 km² es agua.

## Demografía
Según el censo de 2010, había 59 personas residiendo en el municipio de Brimer. La densidad de población era de 0,63 hab./km². De los 59 habitantes, el municipio de Brimer estaba compuesto por el 100 % blancos. Del total de la población el 0 % eran hispanos o latinos de cualquier raza.